# Uniwersytet Manitoby
Uniwersytet Manitoby (ang. University of Manitoba) – kanadyjska uczelnia publiczna z siedzibą w Winnipeg. Została założona w 1877 roku jako pierwszy uniwersytet w zachodniej Kanadzie.